# 裸腹單棘躄魚
裸腹單棘躄魚（學名：Chaunax nudiventer），為輻鰭魚綱鮟鱇目單棘躄魚亞目單棘躄魚科的其中一種，為深海底棲魚類，分布於西南太平洋的斐濟海脊，棲息深度282-1029公尺，體長可達16.6公分，生活習性不明。

## 扩展阅读
維基物種上的相關：裸腹單棘躄魚